# Erik Friis
Erik Friis (* 22. Januar 1916 in Kopenhagen; † 11. Oktober 1983 in Vangede, Kopenhagen) war ein dänischer Radrennfahrer und nationaler Meister im Radsport.

## Sportliche Laufbahn
Friis war Teilnehmer der Olympischen Sommerspiele 1936 in Berlin. Bei den Spielen startete mit dem Vierer Dänemarks in der Mannschaftsverfolgung. Sein Team mit Karl August Magnussen, Arne Pedersen, Helge Jacobsen und Hans Christian Nielsen belegte den 8. Platz. 1936 wurde er bei den nationalen Meisterschaften im Bahnradsport Vize-Meister im Punktefahren hinter Karl August Magnussen. Friis startete für den Verein DBC Kopenhagen.